# Хассан, Аббас
Аббас Хассан (араб. حسن عباس‎, швед. Abbas Hassan; 10 мая 1985) — шведский и ливанский футболист, игравший на позиции вратаря.

## Клубная карьера
Начав свою игровую карьеру в клубе Arvidstorps IK, в 2002 году Хассан переехал севернее, в Бурос, где стал игроком местного клуба Эльфсборг. Он ждал до 2005 года, чтобы дебютировать за клуб. Когда первый вратарь клуба Юхан Виланд был травмирован, он показывал достаточно хорошую игру, чтобы оттеснить Хокана Свенссона на скамейку запасных и стал заменой Виланда. В преддверии сезона 2006 года он сам был травмирован и Виланд опять стал основным вратарём клуба. В начале 2008 года был на просмотре в английском клубе Манчестер Сити. Перед началом сезона 2009 года он надеялся что место ушедшего в Копенгаген Виланда достанется ему, но в клуб были подписаны австралийский вратарь Анте Чович и шведский Йоаким Вулфф, что оттеснило Хассана на третью вратарскую позицию в клубе и он начал открыто заявлять, что хочет покинуть клуб.
9 июля было официально объявлено что Хассан покидает Эльфсборг и уезжает играть за датский Ольборг, подписав контракт однолетней аренды. 29 июня (формально 8 июля), он присоединился к клубу шведской лиги Суперэттан Норрчёпинг, с краткосрочным контрактом, чтобы заменить травмированного вратаря Давида Нилссона.
В пятницу 27 августа он дебютировал в лиге Суперэттан за Норрчёпинг, в игре против Юнгшиле, заменив основного голкипера Никласа Вестберга, пропускавшего игру из-за получения третьей жёлтой карточки. Матч закончился со счётом 2:1 в пользу Норрчёпинга. В декабре 2010 года он подписал трёх-летний контракт с этим клубом, после того как клуб вышел в Аллсвенскан и окончательно покинул Эльфсборг.
6 февраля 2013 года, Аббас вернулся в состав чемпионов Швеции 2012 года Эльфсборг, после того, как разорвал свой контракт с Норрчёпингом. Он заменил Андреаса Андерссона, перешедшего на правах босмана в Юнгшиле.

## Карьера в сборных
Хассан играл за юношескую и молодёжную сборные Швеции.
Свою первую игру в составе ливанской национальной команды, он сыграл против Ирака 22 января 2012 года. Звездным моментом Аббаса в Ливане была игра против Ирана, где он был лучшим игроком матча, и помог своей команде победить со счётом 1:0. Выбранный и продвигаемый немецкими тренерами (тренером вратарей Христианом Швейхлером и тренером сборной Тео Бюхером), он был в великолепной форме все 90 минут, совершив ряд изящных акробатических сейвов во время заключительного иранского натиска, что заставило иранского тренера Карлуша Кейроша сказать «я думаю, что сегодня родился национальный герой. Для меня счет был Хассан Аббас 1 — Иран 0».

## Достижения
«Эльфсборг»
- Чемпион Швеции: 2006
- Обладатель Кубка Швеции: 2014
- Обладатель Суперкубка Швеции: 2007